# Jacky Terrasson
Jacky Terrasson (Berlino, 27 novembre 1965) è un pianista jazz francese.

## Biografia
Jacques-Laurent Terrasson, meglio conosciuto come Jacky Terrasson, nasce da padre francese e da madre afroamericana.
Studia al Berklee College of Music e successivamente si esibisce nei locali di Chicago e di New York. Nel 1990 accompagna Betty Carter e nel 1993 ottiene il primo importante riconoscimento, il premio Thelonious Monk come miglior pianista, e la stampa comincia ad occuparsi di lui. Nel 1994 firma un contratto discografico per la Blue Note Records e incide l'album che porta come titolo semplicemente il suo nome. All'album, che esce nel gennaio 1995, faranno seguito altri nove per la Blue Note.
In uno di questi, intitolato Rendezvous e inciso nel 1997, compare come voce solista Cassandra Wilson . Nel 1998 un brano di Jacky Terrasson è stato incluso nella colonna sonora del film I colori della vittoria di Mike Nichols.

## Discografia parziale
- 1995: Jacky Terrasson
- 1995: Reach
- 1997: Rendezvous con Cassandra Wilson
- 1998: Lover man
- 2001: Jacky Terrasson à Paris
- 2001: Kindred
- 2002: Smile
- 2007: Mirror